# Otus brucei

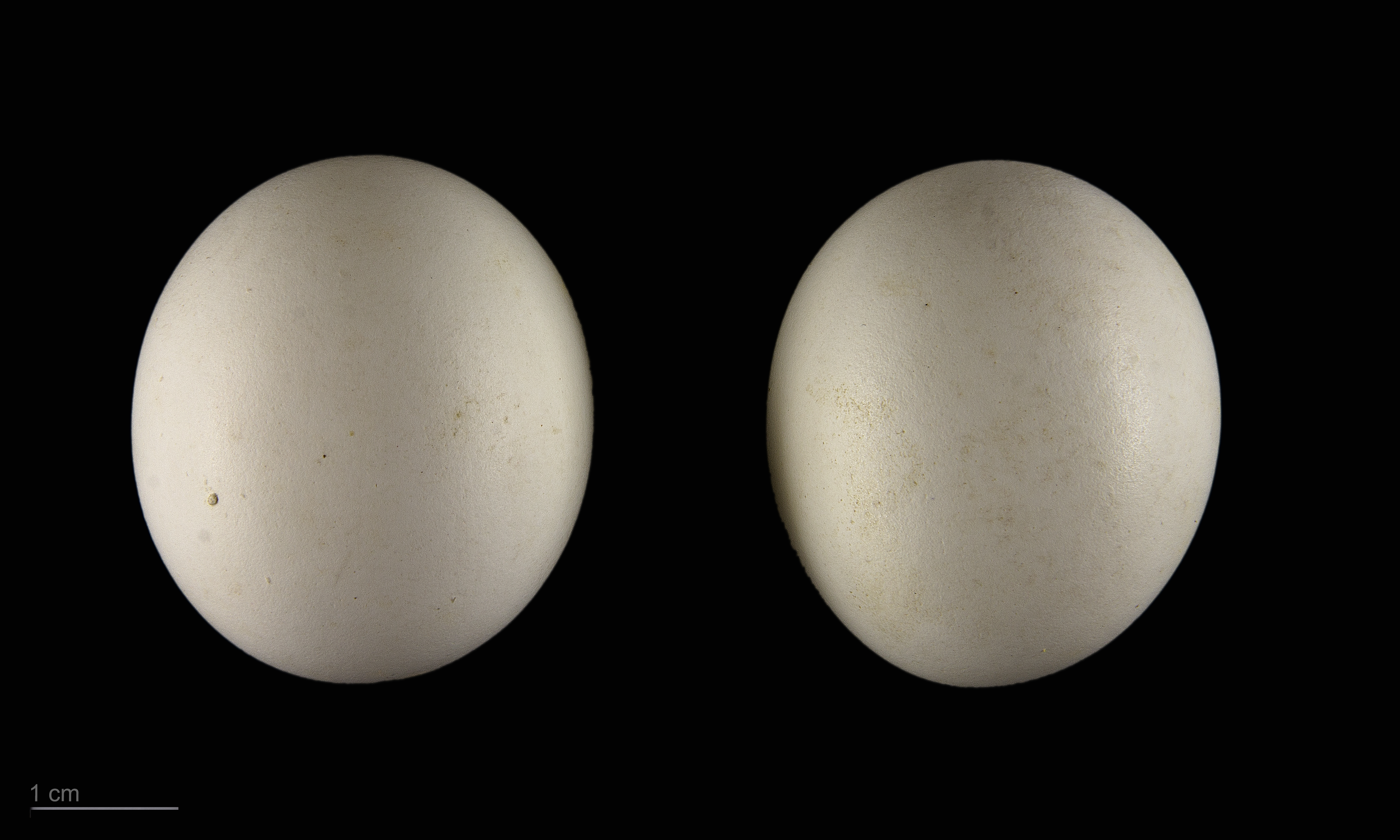
Otus brucei - MHNT

El autillo persa (Otus brucei), también conocido como autillo estriado o autillo pálido, es una especie de ave estrigiforme de la familia Strigidae nativa de Asia.

## Distribución
Se distribuye desde Oriente Medio hasta el sur de Asia Central y Meridional, algunas poblaciones migran hasta la península arábiga, Egipto y Pakistán durante el invierno. Es principalmente insectívoro, su dieta incluye insectos, lagartos, arañas y pequeños mamíferos.

## Subespecies
Se reconocen cuatro subespecies:
- Otus brucei brucei (Hume, 1872)
- Otus brucei exiguus Mukherjee, 1958
- Otus brucei obsoletus (Cabanis, 1875)
- Otus brucei semenowi (Zarudny & Harms, 1902)